# السرب رقم 34 السلاح الجوي الملكي الأسترالي
 سرب رقم 34  هو نقل السلاح الجو الملكي الأسترالي (RAAF) لشخص مهم جدا السرب. يشغل طائرات رجال الأعمال بوينغ 737 وبومباردييه تشالنجر 604 من مؤسسة الدفاع فيربيرن في كانبيرا.تم تشكيل السرب في فبراير 1942 للقيام بمهام النقل القياسية خلال الحرب العالمية الثانية، وحلقت في البداية طائرات دي هافيلاند DH.84 التنين في شمال أستراليا. في عام 1943 تم إعادة تجهيزها مع دوغلاس C-47 داكوتا، والتي كانت تعمل في غينيا الجديدة وجزر الهند الشرقية الهولندية قبل حلها في يونيو حزيران 1946.
أعيد إنشاء الوحدة في مارس 1948 تحت رقم 34 (الاتصالات) سرب محطة RAAF مالالا، وجنوب أستراليا، حيث دعمت الأنشطة في الصواريخ رينج وميرا قبل تفكيكها في أكتوبر 1955. أعيد رفعها إلى رقم 34 (VIP) رحلة مارس 1956 في RAAF قاعدة كانبيرا (في وقت لاحق فيربيرن). أعيدت تسمية رقم 34 بالرحلة سرب رقم 34 (نقل خاص) في يوليو تموز عام 1959، سرب ورقم 34 في يونيو 1963 وفي خلال 1960 فقد عملت داكوتا، أسرة . كونفير سي متروبوليتان، فيكرز الفيكونت وداسو فالكون-ميستريس، هوكر سايدلي HS 748 ، وباك 1-11 والأنواع الثلاثة الماضية استمرار في الخدمة حتى أواخر 1980. أسطول السرب يتألف فقط من داسو فالكون 900 ق من عام 1989 حتى عام 2002، عندما بدأ تشغيل وتشالنجر 737.

## الدور والمعدات

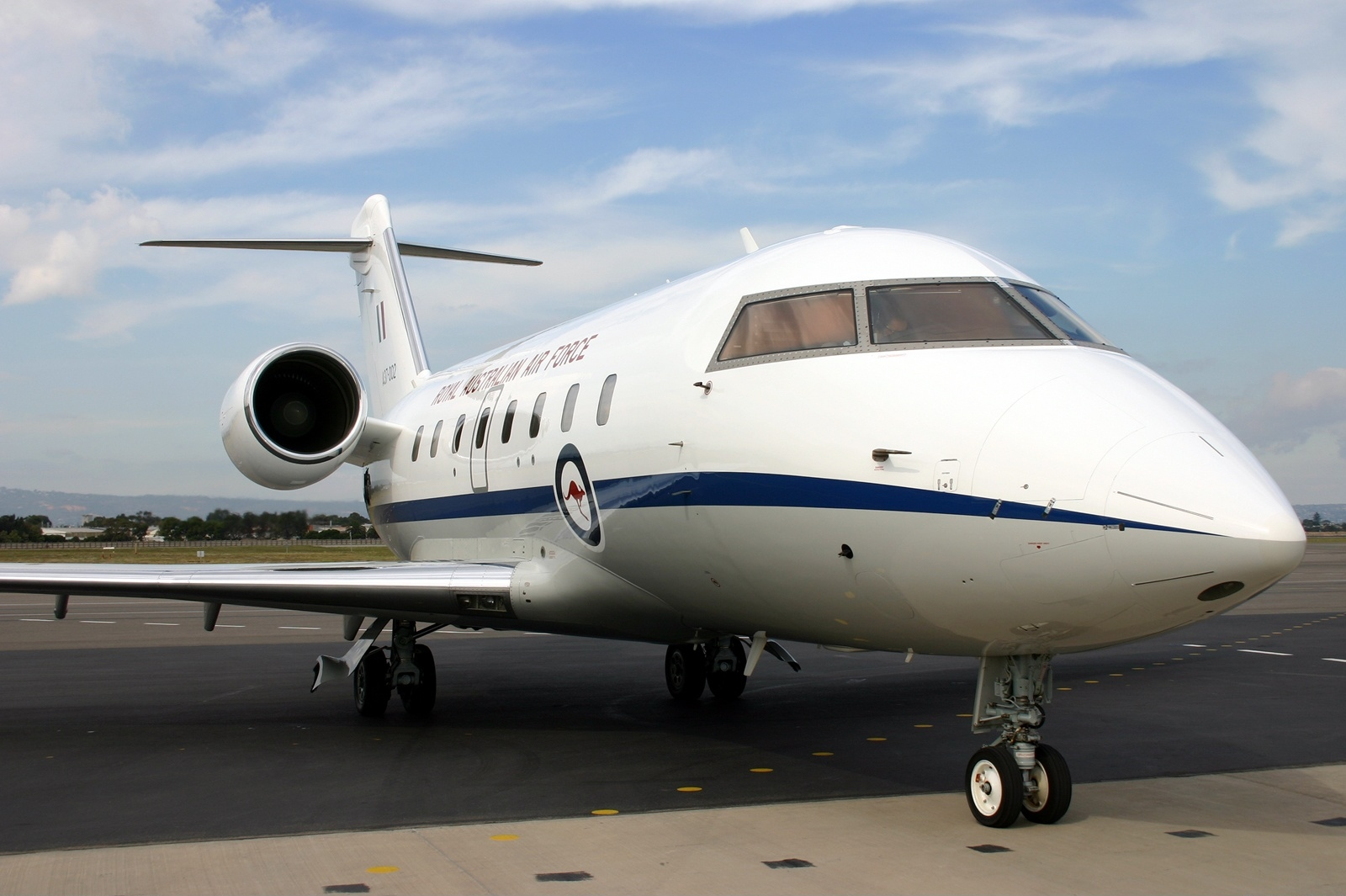
بديل = التوأم تيل جيت، طائرة ركاب عالية تيل بلان مطلية باللون الأبيض والرمادي أعلاه أدناه، متوقفة على مدرج المطار

رقم 34 هو سلاح الجوي الملكي الأسترالي (RAAF) وحدة مسؤولة عن نقل كبار الشخصيات، بما في ذلك أعضاء الحكومة الأسترالية، الحاكم العام، وسرب كبار الشخصيات الزائرة. لأنه يقوم على مؤسسة الدفاع فيربيرن في كانبيرا، وتدار من قبل الجناح رقم 84، تحت التنقل مجموعة الهواء. السرب له دورا ثانوي لتوفير وسائل النقل في حالات الطوارئ خلال العمليات الإنسانية. شعارها هو ايو آخرون ريديو، («أنا ذاهب وأنا عائد»).
اعتبارا من عام 2011، رقم 34 تضمن قوة السرب حوالي ثلاثين من الطيارين والمضيفات والثلاثين. النقباء عادة كبار الطيارين الذين سافروا في السابق في السلاح الجوي الملكي الأسترالي بوينغ C-17 جلوب ماستر، شركة لوكهيد C-130 هيركوليز، أو لوكهيد AP-3C أوريون. مساعديهم من الموظفين RAAF الجديدة الذين تخرجوا مؤخرا من رقم 2 مدرسة تدريب الطيران، ويتم نشرهم على الطاقم الحاضرين إلى سرب بعد الانتهاء من التدريب وفترة الخدمة مع السرب رقم 33. ويشمل السرب أيضا خلية عمليات VIP (مختصرة على النحو VIPOPS) المسؤولة عن إدارة طلبات النقل الجوي لكبار الشخصيات، فضلا عن موظفي الأمن. الدعم اللوجستي أكثر، بما في ذلك إعداد وجبة، ويتم توفيرها في إطار الترتيبات التجارية بدلا من أفراد RAAF.
يشغل السرب رقم 34 اثنين من طائرات بوينغ 737 طائرات لرجال الأعمال وثلاثة من طائرات 604s بومباردييه تشالنجر  واستأجرت الطائرات والتي تحتفظ بها، لأغراض خاصة لوحدة طائرات رجال الأعمال من خدمات الدفاع كانتاس في فيربيرن. بدأ عقد الإيجار في عام 2002، ومن المقرر أن تنتهي في عام 2014. البوينغ بيزنس جت (BBJ)ذات المحركات الثنائية ويتكون طاقمها من اثنين من الطيارين وما يصل إلى أربعة من المضيفات، ويمكن أن تحمل ثلاثين راكبا. تشالنجر twinjet ديه طاقم من طيارين ومضيفات واحدة، ويحمل ما يصل إلى تسعة ركاب. BBJ، التي لديها مجموعة أكثر من 11,000 كيلومتر (6,800 ميل), وتستخدم عادة لمسافات طويلة، وتشالنجر على طرق أقصر. تصنف الطائرات بأنها «طائرات الأغراض الخاصة»، وهذا يعني أن المهام التي تحكمها المبادئ التوجيهية الاتحادية لتنفيذ نقل «الأشخاص بعينهم» في مهام رسمية. لتقليل النفقات الحكومية، لا يجوز تشغيل الطائرات عندما تتمكن الرحلات الجوية التجارية تلبية المتطلبات المتاحة من حيث التوقيت والموقع والأمن لمهمة معينة. سرب رقم 34 يجري ما بين 1,200 و 1,800 رحلة كل عام. يودع  جدول رحلات للاستعمالات الخاصة مرتين سنويا في البرلمان الاتحادي. VIPOPS يعين عادة واحدة من طائرات السرب رقم 34 لمهام قد تمت إجازتها، ولكن غيرها من قوة الدفاع الأسترالية تستخدم الطائرات في بعض الأحيان للقيام بمهام لا تتناسب مع BBJ أو تشالنجر؛ على سبيل المثال، سافر رئيس الوزراء جوليا جيلارد إلى الصين على متن سرب رقم 33 ايرباص KC-30A دور ناقلات النقل في نيسان2013.